# Michael W. Pletsch
Michael W. Pletsch (* 20. April 1944 in Gießen) ist ein deutscher Jurist, Ministerialdirigent a. D. und Experte für Europarecht, für Wirtschafts- und Arbeitsverfassungsrecht sowie Verwaltungsrecht, ehemaliger Angehöriger des höheren Dienstes der Kommission der Europäischen Union, Verwaltungsrichter und Angehöriger des deutschen Auswärtigen Dienstes.

## Leben und Wirken
Michael W. Pletsch ist der Sohn des Arztes und Orthopäden Oberstarzt Herbert Pletsch, Chefarzt am Bundeswehrkrankenhaus Wildbad, und dessen Frau Lore Pletsch, geb. Klein. Sein Großvater war der Gartengerätefabrikant Alfred Klein in Wuppertal-Barmen. Pletsch wuchs in Reiskirchen und Gießen auf. Nach dem Abitur in Bonn-Bad Godesberg 1964 studierte er Rechtswissenschaften an der Albert-Ludwigs-Universität Freiburg und an der Universität Bonn. In Bonn wirkte er nach dem Ersten juristischen Staatsexamen im Jahr 1970 zunächst als Assistent des Völkerrechtlers Ulrich Scheuner. Während seiner Referendarausbildung am Oberlandesgericht Köln ab 1972 absolvierte er 1973/1974 ein fünfmonatiges Praktikum im Generalsekretariat der EG-Kommission auf dem Gebiet der internationalen Wirtschafts- und Handelsbeziehungen der Europäischen Gemeinschaft in Brüssel. Anschließend legte er in Brüssel bei der Europäischen Kommission zwei Concours Auswahlverfahren jeweils für Recht und Politik für den Höheren Dienst der Kommission ab. Nach dem Zweiten Staatsexamen 1975 war er als Direktionsassistent der Gemeinsamen Forschungsstelle der Europäischen Kommission in Ispra (Italien) tätig.
Ab 1976 trat Pletsch in den richterlichen Dienst des Landes Nordrhein-Westfalen ein am Verwaltungsgericht Gelsenkirchen. Im Anschluss daran war er zwischen 1978 und 1984 im Dienst des Senats von Berlin als Referatsleiter für Angelegenheiten des Alliierten Status von Berlin in der Berlin-politischen Abteilung des Regierenden Bürgermeisters, Senatskanzlei, und als Vertreter Berlins im Rechts-, Innen- und Europaausschuss des Bundesrats.
Im Jahr 1980 erfolgte seine Promotion bei Ulrich Scheuner in Bonn mit einer Europa- und Völkerrechtlichen Arbeit. Von 1984 bis 1988 war er Leiter der Wirtschaftsabteilung der Deutschen Botschaft in Addis Abeba (Äthiopien), wo er die humanitäre Nothilfe und Entwicklungszusammenarbeit während der Hungerkatastrophe koordinierte. Nach der Deutschen Wiedervereinigung wirkte er als Leiter der Verbindungsbüros der Länder Berlin (ab 1989) und Sachsen-Anhalt (ab 1994) bei der Europäischen Union in Brüssel und war in dieser Position bis 1998 tätig.
Pletsch studierte von 1998 bis 2001 an der Universität Bonn im Zweitstudium Medizin bis zum Physikum. Ab 2001 war er in Berlin als Rechtsanwalt tätig und lehrte parallel dazu in der Zeit zwischen 2002 und 2014 ehrenamtlich Europa- und Wirtschaftsrecht an der International University Bremen, der Universität Magdeburg und der Hochschule Magdeburg-Stendal.
Pletsch gehört der Vereinigung der Ehemaligen Bediensteten der Kommission der Europäischen Union (Association Internationale des Anciens Fonctionnaires de la Commission Européenne, AIACE) an.

## Privates
Aus seiner 1968 mit Gisela Pletsch geschlossenen Ehe gingen zwei Kinder hervor.

## Veröffentlichungen (Auswahl)
- Die Beteiligung der Europäischen Wirtschaftsgemein-schaft - EWG- an Implementing Agreements im Rahmen der Internationalen Energieagentur. Am Beispiel der Erzeugung von Wasserstoff aus Wasser. Zugleich ein Beitrag zur Auswärtigen Gewalt der EWG. Juristische Dissertation, Rechts- und Staatswissenschaftliche Fakultät der Universität Bonn, 1980.
- Deutschland- und Berlin-Politik in den Ost-West-Beziehungen. Eine Reaktion auf die Gera-Forderungen des Staatsratsvorsitzenden der DDR. In: Beiträge zur Entwicklung einer freiheitlichen Ordnung, Heft 7, Juli 1983, Königswinter. ISSN 0459-1992. M 4511 E, S. 531–545.
- Europe? Technology Community: Europa als Technologiegemeinschaft. Eine Bestandsaufnahme zu den EG-Programmen der wissenschaftlichen Forschung und technologischen Entwicklung und ihres Beitrages zur Wettbewerbsfähigkeit Europas. In: Vierteljahreshefte für Politik, Recht, Wirtschaft und Kultur. (Hrsg.: Ralf Dahrendorf) Heft 2, Mai 1986, Königswinter. S. 15–24. ISSN 0459-1992 Z 4511
- Klimawandel: Internationaler Emissionshandel nach den Regeln des Kyoto-Protokolls. E-Book, Universitätsbibliothek Heidelberg, 2005. Online
- Torture, terrorism and the rule of law in international security and cooperation. Monographie, Universität Heidelberg, 2005. Online
- Emissionshandel und Rechtsschutz. Auch Planungssicherheit? Studie (Monographie), Universität Heidelberg, 2005. Online
- Klimaschutz und Kyoto-Protokoll. Konferenz von Nairobi; Ergebnisse; Was folgt? Heidelberger Monographie, 2006. Online
- Afrikanische Union. Rechtsgrundlagen und Institutionen für die Entwicklung der künftigen strategischen Sicherheitspartnerschaft Europa-Afrika. Heidelberger Monographie, 2006 Online
- European Union: The Whole and the Parts-Member States Challenging the Common Foreign and Security Policy. Comparative reflections on the relationship of the whole and the parts in philosophy, philosophy of economics, biology/cytology and European integration. Contribution to 50 years anniversary of the signing the Rome Treaty establishing the European Economic Community. Heidelberger Monographie, 2007 Online
- The State of the European Union - Constitution, Democracy, Transparency, Decisiveness and prospects of the Common Foreign and Security Policy in post Afghanistan and Iraq Wars Era. Heidelberger Monographie, 2007. Online
- Europäisches Klimaschutzrecht. Neue Perspektiven der EU-Rechtsetzung über Emissionshandel. Heidelberger Monographie, 2008. Online
- Europäische Union und USA – Sicherheit vor Terrorismus und Grundrechte im Konflikt Visumfreies Reisen gegen Datenschutz? Nationale Alleingänge und Grundfragen der Auswärtigen Gewalt der Europäischen Union. Monographie, Universität Heidelberg, 2008. Online